# マーキュリー (客船)
マーキュリー（Mercury）は、 セレブリティ・クルーズのクルーズ客船。2008年にセレブリティ・マーキュリー（Celebrity Mercury）と改名し、2011年にTUIクルーズのマイン・シフ2（Mein Schiff 2）となった。

## 船歴
1997年、パーペンブルクのマイヤー・ヴェルフトにてセンチュリー級（他にセンチュリー、ギャラクシー）の3番船として建造された。2008年、セレブリティ・マーキュリーに改名し、船籍をバハマのナッソーからマルタのバレッタへ変更した。
2010年、当時セレブリティ・クルーズの保有する船の中で最も旧式となっていたセレブリティ・マーキュリーは、セレブリティ・クルーズの親会社ロイヤル・カリビアン・インターナショナルとドイツのTUI AGの合弁企業TUIクルーズに移籍することになった。2011年2月をもってセレブリティ・クルーズでの運航が終了し、ロイド・ヴェルフトによってブレーマーハーフェンで3月14日から4月20日にかけて改装が行われた。マイン・シフ2と改名された本船は2011年5月14日に再就航した。

## 事件
2006年には、当時の船長が勤務中にアルコール検査により規定以上の血中アルコール濃度が検出され、飲酒運転として逮捕されている。
2010年2月には、乗客1833人中411人（後に1838人中435人とCNNにより報道された）、乗員843人中32人が感染するという大規模なノロウイルスの感染が発生し、次いで3月には乗客1829人中406人、乗員857人中13人が感染した。同様の事態が2009年の2回と合わせて2010年3月までに5回発生していた。3月の事態に対してはアメリカ疾病予防管理センターの勧告により19日の帰港を18日に変更、当初21日に出港とスケジュールを調整し72時間船内を洗浄した。
洗浄が完了し復帰したのは23日のことであり、続く航海ではキャンセルにより乗客を1067人に減じたものの、感染者は問題ない数値とされる6人にとどまった。

## ギャラリー

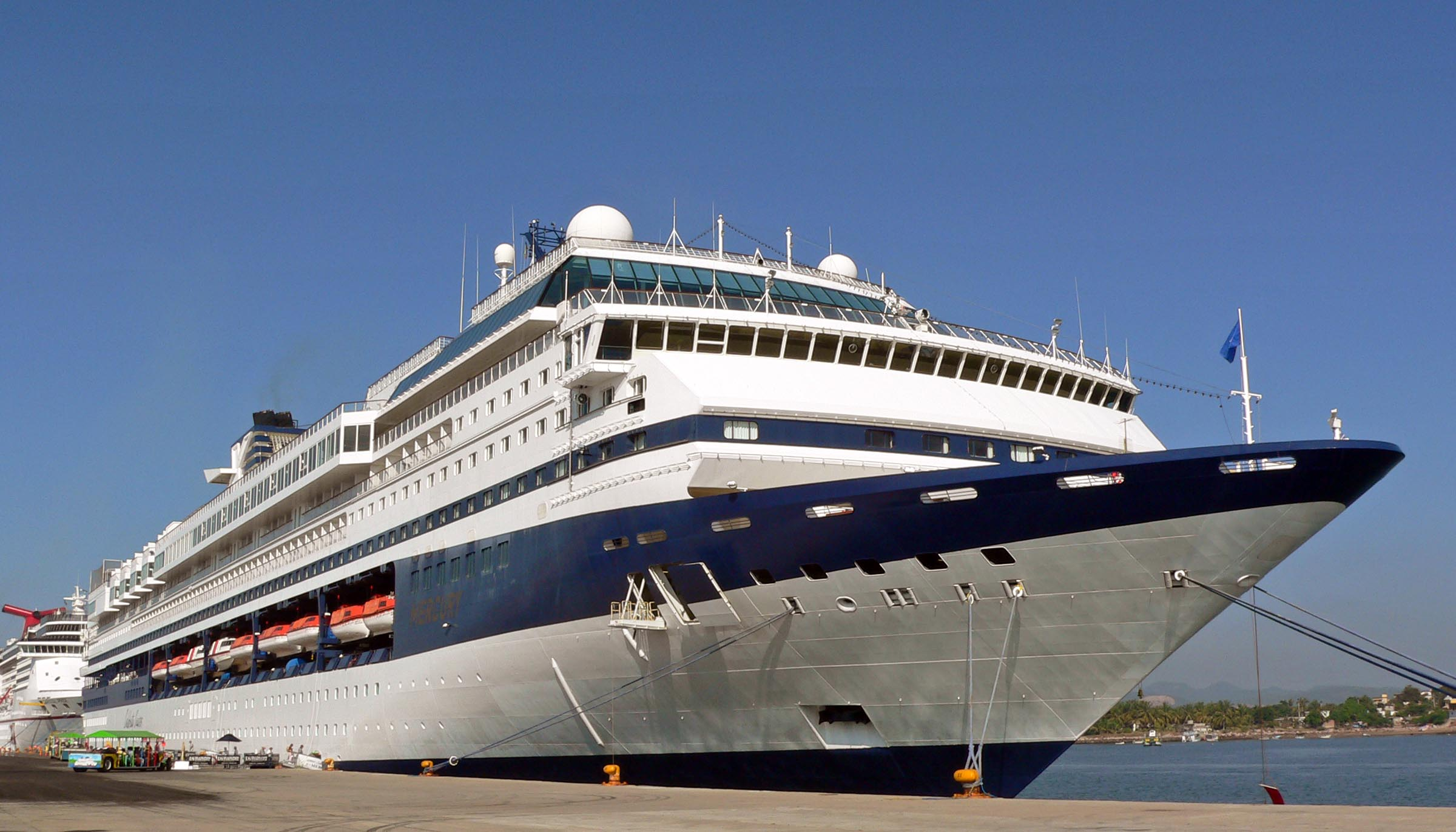
マサトランに停泊中のマーキュリー（2005年11月）
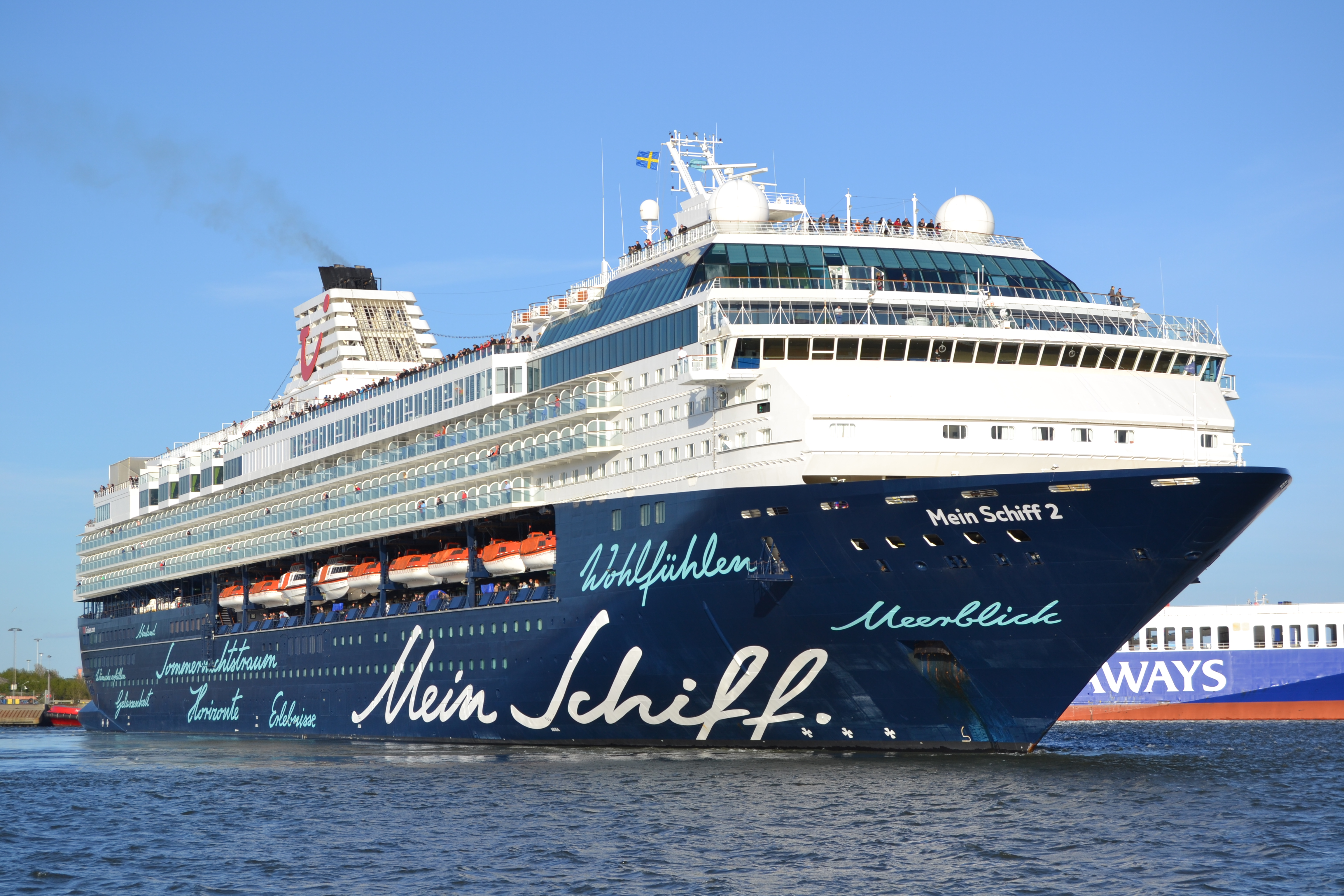
マイン・シフ2（2012年5月ヨーテボリ）